# افتخار (روزنامه)
افتخار یک روزنامه فارسی‌زبان است که در ایران منتشر می‌شود. محمد نویدی کاشانی مدیرعامل این روزنامه بود.